# Christine (Stephen King)
Christine is een boek van de Amerikaanse schrijver Stephen King. Zowel het boek als de verfilming verschenen in 1983.
Het boek gaat over een tiener, Arnie Cunningham, die een oude Plymouth uit 1958 koopt en opkalefatert. Arnie raakt echter volledig bezeten van deze auto die een eigen wil schijnt te hebben. Iedereen die tussen Arnie en de auto komt wordt vervolgens op raadselachtige wijze vermoord.
Het verhaal bestaat uit drie delen, waarvan het eerste en derde deel in ik-perspectief geschreven zijn vanuit Arnies beste vriend Dennis Guilder. Het tweede deel is geschreven vanuit het oogpunt van de alwetende verteller, aangezien Dennis na een football-ongeluk in het ziekenhuis ligt en dus tijdens dit stuk van het verhaal geen deel heeft aan de actie.

## Het verhaal
Arnie Cunningham ziet op een dag een oude Plymouth Fury op een erf. Hij aarzelt geen moment en koopt de auto, al is hij in een erbarmelijke conditie. De ruiten zijn gebarsten, de motor is kapot, de bekleding is gescheurd. De vorige eigenaar, Roland LeBay, overlijdt kort daarna. Dennis Guilder neemt contact op met Rolands broer en verneemt van hem dat Roland een uitermate onberekenbaar en kwaadaardig karakter had. Hij was getrouwd en had een kind, maar de auto, die hij Christine noemde, betekende alles voor hem. Zijn kind stikte in een brok voedsel in de auto, waarna zijn vrouw zelfmoord pleegde door middel van de uitlaatgassen van Christine. Daarna was Roland begonnen de auto te verwaarlozen.
De aankoop leidt meteen tot een ruzie tussen Arnie en zijn ouders, die Christine niet op de oprit willen. Ook Dennis heeft vanaf het begin een hekel aan de wagen. Uiteindelijk wordt Christine in een garagebox gestald, bij Will Darnell. Darnell heeft een garagecomplex waar autoliefhebbers hun wagens kunnen opknappen, en heeft daarnaast allerlei schimmige handeltjes waarbij Darnell Dennis' vader probeerde te betrekken, maar hij weigerde. Deze waarschuwt Dennis dan ook Arnie ervoor te behoeden dat Darnell hem niet in zijn handeltjes betrekt. Arnie knapt hier Christine op, maar de manier waarop verbaast iedereen daar Arnie de reparaties willekeurig uit lijkt te voeren en niemand anders in de garage daadwerkelijk ziet hoe Arnie iets aan de wagen repareert. Vreemd genoeg worden ook de ruit en de motor vervangen hoewel Dennis weet dat Arnie dat niet kan betalen.
Arnie begint zich ook steeds zelfverzekerder en bovenal arroganter te gedragen. Ook zijn uiterlijk verandert; zo verdwijnen de vele puisten waar hij al jaren mee kampt. Arnie, de nerd van de school, krijgt al snel een relatie met Leigh Cabot, het populairste meisje van de school. Ook geeft hij voor het eerst tegengas tegen Buddy Repperton, de aanvoerder van een bende pestkoppen die hem al zijn hele schooltijd het leven zuur maakte. Wanneer Buddy hem in de garage lastigvalt slaat Arnie de grotere en sterkere Buddy in elkaar. Hierdoor wordt Buddy ook meteen door Darnell verwijderd. Arnie wordt aangenomen als hulpje van Darnell zodat hij een bijbaantje heeft en meteen aan Christine kan sleutelen. Ook strikt Darnell Arnie om voor hem drugs en sigaretten te smokkelen over de staatsgrens. Buddy probeert wraak te nemen maar wordt betrapt met een stiletto en van school gestuurd wegens wapenbezit. Vrij snel daarna krijgt Dennis een ongeluk tijdens het footballen en moet enkele weken in het ziekenhuis blijven. 
Arnie laat Christine keuren en nu is de auto klaar voor gebruik. Dit levert meteen een nieuwe ruzie op met zijn ouders, omdat zij nog steeds de auto niet op de oprit willen hebben. Arnies vader biedt een compromis aan: de auto kan zolang op het vliegveld geparkeerd worden tot Arnie gaat studeren. Maar een van Buddy's vrienden werkt als parkeerwacht op het vliegveld en de bende neemt wraak op Arnie door Christine te vernielen. Arnie wordt razend als hij ziet wat de bende heeft gedaan. Het is terug naar de garage van Darnell, waar Arnie Christine echter in een recordtijd weet te repareren op wederom dezelfde raadselachtige wijze. Kort na dit incident wordt Moochie Welch, een van de pestkoppen, overreden door Christine, maar niemand zit achter het stuur. Vervolgens neemt Christine Buddy met twee handlangers te grazen, en ten slotte wordt nog een bendelid vermoord. Hierbij krijgt de lezer reeds te zien dat Christine uit zichzelf kan rijden en zichzelf kan herstellen. De drie moorden vlak na elkaar leiden tot belangstelling van de politie, met name inspecteur Rudy Junkins. Ze kunnen echter niks bewijzen daar Arnie tijdens elke moord de stad uit was.
Arnie raakt meer en meer geobsedeerd door Christine en gedraagt zich meer en meer als Roland LeBay. Ook Leigh merkt dat ze de concurrentie van Christine dreigt te verliezen en begint de wagen meer en meer te haten. Wanneer ze tijdens een afspraakje bijna stikt in een hamburger wil of kan Arnie haar niet redden. Een toevallig opgepikte lifter past een Heimlichmanoeuvre toe en redt Leighs leven. Leigh wil nu niets meer met Arnie te maken hebben. Ze huilt uit bij Dennis Guilder en uiteindelijk krijgen ze een relatie met elkaar. 
De ontknoping volgt nadat de politie een grote inval doet bij Darnell en zo zijn smokkelpraktijken ten einde brengt. Christine vermoordt kort hierop Darnell aangezien deze Christine had zien rijden zonder chauffeur, en Junkins daar die op het punt stond de waarheid te ontdekken. Dennis en Leigh ontdekken dat Christine en Arnie beide bezeten zijn door de geest van Roland Lebay; Lebay had Christine expres voor dit doel aan Arnie verkocht. Alleen als Lebay er zelfstandig met Christine op uit gaat is Arnie even van hem verlost. Samen smeden ze een plan om de wagen voorgoed uit te schakelen. Ze lokken Christine naar Darnell's garage waar Dennis haar te lijf gaat met een grote gierwagen. Tijdens de confrontatie zit Christine's laatste slachtoffer in haar: Arnies vader, overleden aan koolmonoxidevergiftiging van de uitlaatgassen. Christine probeert zichzelf iedere keer te herstellen, maar uiteindelijk vermorzelt Dennis haar tot een verwrongen hoop metaal.
Arnie en zijn moeder blijken achteraf eveneens overleden in een autocrash terwijl Dennis met Christine vocht, waarschijnlijk door toedoen van de kwaadaardige LeBay. Dennis vertelt het hele verhaal enkel aan een politie-inspecteur en aan zijn vader, die hem beide geloven. De inspecteur ziet erop toe dat de resten van Christine in een metaalpers verdwijnen. 
In de jaren erop groeien Leigh en Dennis uit elkaar en Dennis wordt uiteindelijk docent op een middelbare school. Dan leest hij op een dag in de krant dat het laatste nog levende lid van Buddy's bende om het leven gekomen is bij een raadselachtig auto-ongeluk, en vreest dat Christine en LeBay mogelijk toch weer terug zijn gekeerd.